# Ofir Akunis
Ofir Akunis (Hebreeuws: אופיר אקוניס) (Tel Aviv, 28 mei 1973) is een Israëlische politicus van Likoed. Hij was van 5 juli 2020 tot en met 13 juni 2021 minister van Regionale samenwerking. Van 2 september 2015 tot 17 mei 2020 mwas hij minister van Wetenschap, Technologie en Ruimte en van 26 januari 2020 tot 17 mei 2020 minister van Arbeid en Sociale zaken. Van 14 mei 2015 tot 2 september 2015 was hij als minister zonder portefeuille in het kabinet-Netanyahu IV verantwoordelijk voor de publieke omroep.
Akunis begon zijn loopbaan als jeugdcorrespondent van een weekblad en als correspondent in het leger. Vervolgens was hij muziekredacteur van radioprogramma's. Hij behaalde een bachelor in politieke wetenschappen en internationale betrekkingen en werd in 1996 lid van de liberale Likoed. Tot aan zijn verkiezing in de 18e Knesset in 2009 vervulde hij allerlei partijpolitieke en ambtelijke functies, zoals onder andere die van media-adviseur, woordvoerder en onderdirecteur communicatie. De eerste twee jaar oefende hij in de Knesset het voorzitterschap van de economische commissie uit. Ook was hij ondervoorzitter van het parlement. In 2013 werd hij herkozen voor de 19e Knesset en kreeg eveneens de post van staatssecretaris voor algemene zaken verbonden aan premier Benjamin Netanyahu in het kabinet-Netanyahu III. Opnieuw herkozen voor de 20e Knesset in 2015 was hij als minister zonder portefeuille in het kabinet-Netanyahu IV van 14 mei tot 2 september 2015 verantwoordelijk voor de publieke omroep. In augustus 2015 werd hij benoemd tot minister van Wetenschap, Technologie en Ruimte, nadat zijn voorganger Danny Danon benoemd werd tot ambassadeur bij de Verenigde Naties.
Akunis die volgens de gegevens van de Knesset een zeer ijverig afgevaardigde is, wordt tot de rechtervleugel van zijn partij gerekend. Zo ziet hij geen heil in de tweestatenoplossing waarbij een Palestijnse staat naast die van Israël zou ontstaan en beschouwt hij de Palestijnen als een hinderpaal om tot vrede in het Midden-Oosten te komen. Voorts is hij van mening dat Israëlische Joden zich overal zouden moeten kunnen vestigen, ook op de Golanhoogten en de Westelijke Jordaanoever (de Palestijnse Gebieden zouden naar zijn mening dan ook niet moeten worden opgegeven).
Voorts ondersteunde hij een wetsvoorstel om buitenlandse sponsoring van Israëlische mensenrechtenorganisaties te begrenzen en noemde in een televisieoptreden het optreden van de Amerikaanse senator Joseph McCarthy tegen (vermeende) communisten in de jaren vijftig gerechtvaardigd.
Zijn economische handelwijze beschouwt hij als overeenkomstig de opvattingen die wijlen Likoed-leider Menachem Begin huldigde. Hij is voorstander van belastingverlaging, het openbreken van economische machtsblokken en het aanmoedigen van marktcompetitie, en wil dit onder meer bereiken door invoerrechten te verlagen. Hij verwacht van dit alles een daling van de prijzen.
Begin februari 2019 was hij een van de ondertekenaars van een petitie door de Nahala-beweging aan het adres van de (volgende) Israëlische regering, waarin gevraagd wordt héél de door Israël bezette Westelijke Jordaanoever te koloniseren met twee miljoen joden. Daartoe moet het Twee-statenmodel worden losgelaten en de geldende bouwstop buiten de "officiële settlement-blocs" (die de VN als illegaal beschouwd). Het gaat om een plan van Jitschak Sjamier uit de jaren '90 van de vorige eeuw. De Nahala-petitie heeft het over: Het land Israël: één land voor één volk.
Op 13 juni 2021, de laatste dag dat hij als minister van Regionale Samenwerking diende in regering Netanyahu V, verklaarde hij op de Israëlische legerradio dat het ministerie voor Regionale Samenwerking in 1999 door Ehud Barak gecreëerd is voor Shimon Peres ter compensatie van het feit dat hij toen geen minister van Buitenlandse Zaken werd, maar dat het een overbodig ministerie is dat al lang geleden opgeheven had moeten worden.
Ofir Akunis is getrouwd, heeft twee kinderen en is woonachtig in Tel Aviv-Jaffa.
1. ↑  https://www.maannews.com/Content.aspx?id=782495
2. ↑  (en) Hours before leaving job, regional cooperation minister Akunis says office unnecessary Times of Israel, 13-6-2021